# Frankrikes justitieminister

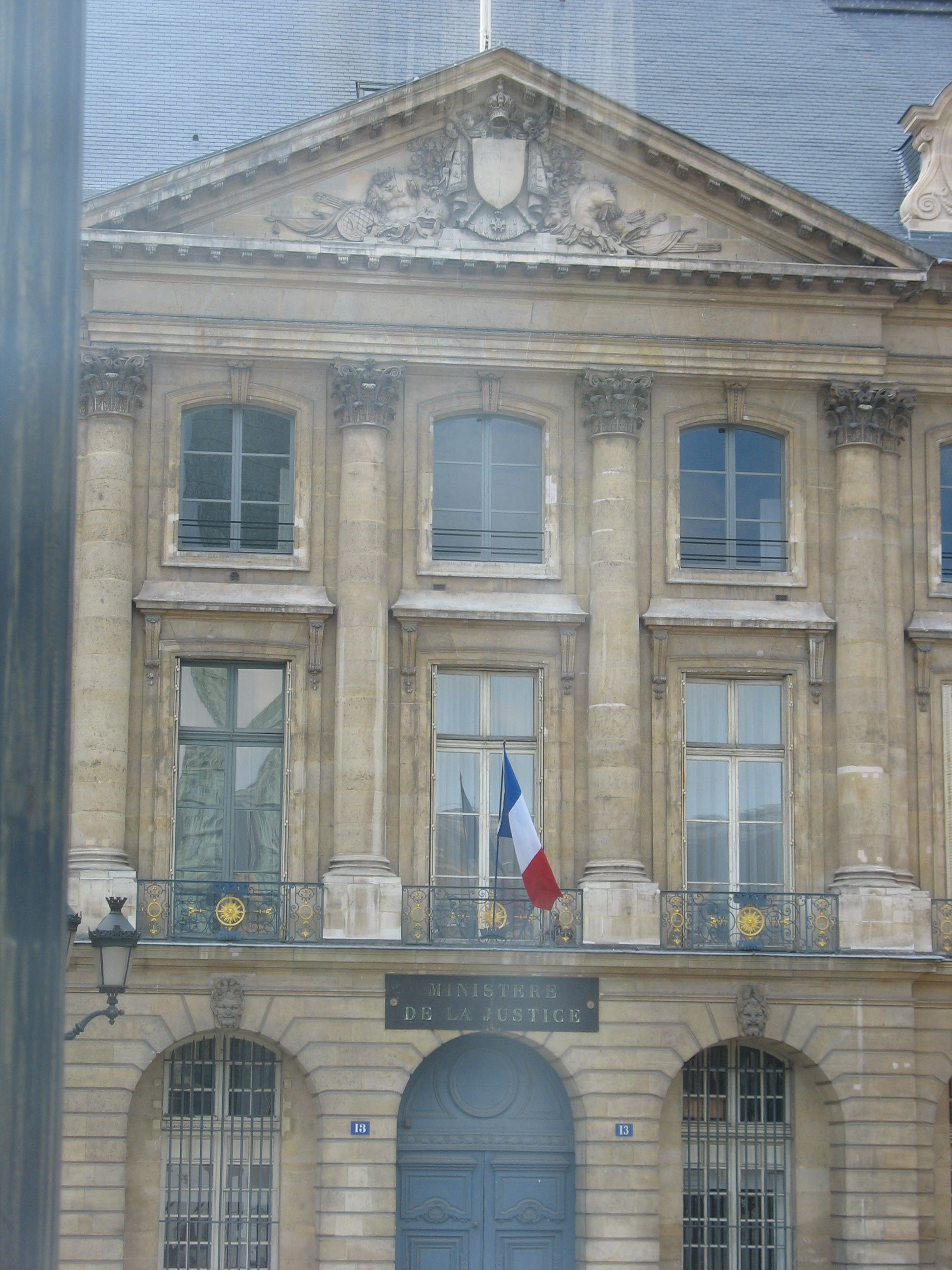
Justitiedepartementet är beläget i Hotel de Bourvallais vid Place Vendôme i Paris

Frankrikes justitieminister (franska: Ministre de la Justice eller Garde des sceaux) är en av de mer prestigefyllda ministerposterna i Frankrikes regering och leder arbetet i justitieministeriet, Ministère de la Justice et des Libertés. Justitieministern ansvarar för rättsväsendet och har en övergripande roll i det lagstiftande arbetet. Justitieministerns närmsta medarbetare är en statssekreterare, Secrétaire d'État. Ministeriet är beläget i Hotel de Bourvallais vid Place Vendôme i Paris och ibland används La Place Vendôme som metonym för ministeriet.
Justitieministerns historiska föregångare var kanslerämbetet, Chancelier de France, och än idag används La chancellerie som synonym till justitieministeriet. Remigius av Reims (437-533) brukar anses vara den första franska kanslern. Kanslern var ett av de mer inflytelserika ämbetena under Ancien régime och ansvarade bland annat för den franska kungens sigill, men 1551 tillsatte Henrik II en särskild storsigillbevarare, Garde des sceaux. Detta ämbete fanns parallellt med kanslerämbetet fram till 1790 och Franska revolutionens utbrott då justitieministerämbetet infördes. Därefter har Garde des sceaux använts som en hederstitel till justitieministern som fortfarande ansvarar för Frankrikes stora sigill. Detta sigill har använts sedan 1848 i samband med ändringar av konstitutionenen.

## Lista över Frankrikes justitieministrar

### Garde des sceaux underAncien régime
- Henri François d'Aguesseau 1717-1718
- Marc-René de Voyer de Paulmy d'Argenson den äldre 1718-1720
- Henri François d'Aguesseau 1720-1722
- Joseph Fleuriau d'Armenonville 1722-1727
- Germain Louis Chauvelin 1727-1737
- Henri François d'Aguesseau 1737-1750
- Jean-Baptiste de Machault d'Arnouville 1750-1757
- Ludvig XV 1757-1761[a]
- Nicolas René Berryer 1761-1762
- Paul Esprit Feydeau de Brou 1762-1763
- René Charles de Maupeou 1763-1768
- René Nicolas de Maupeou 1768-1774
- Armand Thomas Hue de Miromesnil 1774-1787
- Chrétien François de Lamoignon de Basville 1787-1788
- Charles Louis François de Paule de Barentin 1788-1789
- Jérôme Champion de Cicé 1789-1790

### Första republikenochFörsta kejsardömet
- Marguerite-Louis-François Duport-Dutertre, 1790-92
- Jean Marie Roland de la Platière, 1792
- Antoine Duranton, 1792
- Étienne Dejoly, 1792
- Georges Jacques Danton, 1792
- Dominique Joseph Garat, 1792-93
- Louis Gohier, 1793-94
- Philippe-Antoine Merlin de Douai, 1795-96
- Charles Génissieu, 1796
- Philippe Antoine Merlin de Douai, 1796-97
- Charles Joseph Lambrechts, 1797-99
- Jean-Jacques Régis de Cambacérès 1799
- André Joseph Abrial, 1799-1802
- Claude Ambroise Régnier, duc de Massa, 1802-13
- Mathieu Louis Molé, 1813-14

### Bourbonska restaurationenochJulimonarkin
- Pierre Paul Nicolas Henrion de Pansey, 1814
- Charles-Henri Dambray, 1814-15
- Jean-Jacques Régis de Cambacérès, 1815
- Antoine Boulay de la Meurthe, 1815
- Étienne-Denis Pasquier, 1815
- François de Barbé-Marbois, 1815-16
- Charles-Henri Dambray, 1816-17
- Étienne-Denis Pasquier, 1817-18
- Pierre François Hercule de Serre, 1818-21
- Charles Ignace de Peyronnet, 1821-28
- Joseph Marie Portalis, 1828-29
- Pierre Bourdeau, 1829
- Jean de Courvoisier, 1829-30
- Jean de Chantelauze, 1830
- Jacques-Charles Dupont de l'Eure, 1830
- Joseph Mérilhou, 1830-31
- Félix Barthe, 1831-34
- Jean-Charles Persil, 1834-36
- Paul Jean Pierre Sauzet, 1836
- Jean-Charles Persil, 1836-37
- Félix Barthe, 1837-39
- Amédée Girod de l'Ain, 1839
- Jean-Baptiste Teste, 1839-40
- Alexandre-François Vivien, 1840
- Nicolas Martin du Nord, 1840-47
- Michel Hébert, 1847-48

### Andra republikenochAndra kejsardömet
- Adolphe Crémieux, 1848
- Eugène Bethmont, 1848
- Pierre Marie de Saint-Georges, 1848
- Eugène Rouher, 1848-1851
- Joseph Corbin, 1851
- Alfred Daviel, 1851
- Eugène Rouher, 1851-52
- Jacques Pierre Charles Abbatucci, 1852-57
- Ernest de Royer, 1857-59
- Claude Alphonse Delangle, 1859-63
- Pierre Jules Baroche, 1863-69
- Jean-Baptiste Duvergier, 1869-70
- Émile Ollivier, 1870
- Théodore Grandperret, 1870

### Tredje republiken
- Adolphe Crémieux, 1870-71
- Jules Dufaure, 1871-73
- Jean Ernoul, 1873
- Octave Depeyre, 1873-74
- Adrien Tailhand, 1874-75
- Jules Dufaure, 1875-76
- Louis Martel, 1876-77
- Albert de Broglie, 1877
- François Le Pelletier, 1877
- Jules Dufaure, 1877-79
- Philippe Le Royer, 1879
- Jules Cazot, 1879-82
- Gustave Humbert, 1882
- Paul Devès, 1882-83
- Félix Martin-Feuillée, 1883-1885
- Henri Brisson, 1885-1886
- Charles Demôle, 1886
- Ferdinand Sarrien, 1886-87
- Charles Mazeau, 1887
- Armand Fallières, 1887-88
- Jean-Baptiste Ferrouillat, 1888-89
- Jean François Edmond Guyot Dessaigne, 1889
- François Thévenet, 1889-90
- Armand Fallières, 1890-92
- Louis Ricard, 1892
- Léon Bourgeois, 1892-93
- Jules Develle, 1893
- Léon Bourgeois, 1893
- Eugène Guérin, 1893
- Antonin Dubost, 1893-94
- Eugène Guérin, 1894-95
- Ludovic Trarieux, 1895
- Louis Ricard, 1895-96
- Jean-Baptiste Darlan, 1896-97
- Victor Milliard, 1897-98
- Ferdinand Sarrien, 1898
- Georges Lebret, 1898-99
- Ernest Monis, 1899-1902
- Ernest Vallé, 1902-05
- Joseph Chaumié, 1905-06
- Ferdinand Sarrien, 1906
- Jean François Edmond Guyot Dessaigne, 1906-07
- Aristide Briand, 1908-09
- Louis Barthou, 1909-10
- Théodore Girard, 1910-11
- Antoine Perrier, 1911
- Jean Cruppi, 1911-12
- Aristide Briand, 1912-13
- Louis Barthou, 1913
- Antony Ratier, 1913
- Jean Bienvenu-Martin, 1913=14
- Alexandre Ribot, 1914
- Jean Bienvenu-Martin, 1914
- Aristide Briand, 1914-15
- René Viviani, 1915-17
- Raoul Péret, 1917
- Louis Nail, 1917-20
- Gustave L'Hopiteau, 1920-21
- Laurent Bonnevay, 1921-22
- Louis Barthou, 1922
- Maurice Colrat, 1922-24
- Edmond Lefebvre du Prey, 1924
- Antony Ratier, 1924
- René Renoult, 1924-25
- Théodore Steeg, 1925
- Anatole de Monzie, 1925
- Camille Chautemps, 1925
- René Renoult, 1925-26
- Pierre Laval, 1926
- Maurice Colrat, 1926
- Louis Barthou, 1926-29
- Lucien Hubert, 1929-30
- Théodore Steeg, 1930
- Raoul Péret, 1930
- Henry Chéron, 1931-31
- Léon Bérard, 1931-32
- Paul Reynaud, 1932
- René Renoult, 1932
- Abel Gardey, 1932-1933
- Eugène Penancier, 1933
- Albert Dalimier, 1933
- Eugène Raynaldy, 1933-34
- Eugène Penancier, 1934
- Henry Chéron, 1934
- Henry Lémery, 1934
- Georges Pernot, 1934-35
- Léon Bérard, 1935-36
- Marc Rucart, 1936-37
- Vincent Auriol, 1937-38
- César Campinchi, 1938
- Marc Rucart, 1938
- Paul Reynaud, 1938
- Paul Marchandeau, 1938-39
- Georges Bonnet, 1939-40
- Albert Sérol, 1940
- Charles Frémicourt, 1940

### Vichyregimen
- Raphaël Alibert, 1940-41
- Joseph Barthélemy, 1941-43
- Maurice Gabolde, 1943-44

### Fria Frankrikes provisoriska regering
- René Cassin, 1941-1943
- Jules Abadie, 1943
- François de Menthon, 1943-44
- François de Menthon, 1944-45
- Pierre-Henri Teitgen, 1945-46

### Fjärde republiken
- Paul Ramadier, 1946-47
- André Marie, 1947-48
- Robert Lecourt, 1948
- André Marie, 1948-49
- Robert Lecourt, 1949
- René Mayer, 1949-51
- Edgar Faure, 1952-52
- Léon Martinaud-Deplat 1952-53
- Paul Ribeyre, 1953-54
- Émile Hugues, 1954
- Jean Michel Guérin du Bosq de Beaumont, 1954-55
- Emmanuel Temple, 1955
- Robert Schuman, 1955-56
- François Mitterrand, 1956-57
- Édouard Corniglion-Molinier, 1957
- Robert Lecourt, 1957-58

### Femte republiken
- Michel Debré, 1958-59
- Edmond Michelet, 1959-62
- Bernard Chenot, 1961-62
- Jean Foyer, 1962-67
- Louis Joxe, 1968-68
- René Capitant, 1968-69
- Jean-Marcel Jeanneney, 1969
- René Pleven, 1969-73
- Jean Taittinger, 1973-74
- Jean Lecanuet, 1974-76
- Olivier Guichard, 1976-77
- Alain Peyrefitte, 1977-81
- Maurice Faure, 1981
- Robert Badinter, 1981-86
- Michel Crépeau, 1986
- Albin Chalandon, 1986-88
- Pierre Arpaillange, 1988-90
- Henri Nallet, 1990-92
- Michel Vauzelle, 1992-93
- Pierre Méhaignerie, 1993-95
- Jacques Toubon, 1994-97
- Élisabeth Guigou, 1997-2000
- Marylise Lebranchu, 2000-02
- Dominique Perben, 2002-05
- Pascal Clément, 2005-07
- Rachida Dati, 2007-09
- Michèle Alliot-Marie, 2009-10
- Michel Mercier, 2010-12
- Christiane Taubira, 2012-16
- Jean-Jacques Urvoas, 2016-17
- François Bayrou, 2017
- Nicole Belloubet, 2017-

### Allmänna källor
- Garde des sceaux i Nordisk familjebok (andra upplagan, 1908)